# Карл фон Ведель (генерал, 1842)
Граф (з 1914 року — князь) Карл Лео Юліус фон Ведель (нім. Karl Leo Julius Graf (Fürst) von Wedel; 5 лютого 1842, Ольденбург — 30 грудня 1919, Стокгольм) — німецький офіцер і дипломат, генерал кінноти Прусської армії.

## Біографія
Представник стародавнього нижньонімецького знатного роду. Син ольденбурзького генерал-лейтенанта та державного міністра графа Фрідріха Вільгельма фон Веделя (1798–1872) та його дружини Берти Софії Амалії Пауліни, уродженої фон Глаубіц. Серед його предків був перший граф Ведель-Ярлсберг, Густав Вільгельм фон Ведель, датський фельдмаршал та норвезький генерал.
Ведель перебував на службі в королівстві Ганновер з 1859 по 1866 рік і служив лейтенантом у Драгунському полку «Кронпринц» Ганноверської армії, з яким брав участь у Датській війні 1864 і війні 1866 року. Після анексії він був одним із перших представників ганноверської знаті, що вступили до Прусської армії. Він брав участь у Французько-прусській війні як ад'ютант Гессенської кавалерійської бригади. В 1874 він став ад'ютантом при Головному командуванні 7-го армійського корпусу, а в 1876 був переведений в Головний генеральний штаб у званні майора.
Ведель брав участь у Російсько-турецькій війні як військовий спостерігач при російській ставці. У листопаді 1877 він був направлений військовим аташе в німецьке посольство у Відні, де пропрацював до березня 1887 рку. У цій ролі після закінчення Російсько-турецької війни він представляв Німецьку імперію на переговорах про демаркацію кордону між Болгарією та Східною Румелією. Під час свого першого перебування у Відні він був призначений ад'ютантом німецького імператора Вільгельма I у 1879 році і вироблений в оберсти у 1886 році.
Після повернення з Відня Ведель в 1887 отримав командування 2-м гвардійським уланським полком, в 1888 році — 2-ю гвардійською кавалерійською бригадою, а незабаром після цього — 1-ю гвардійською кавалерійською бригадою. У 1889 році він був призначений виконувачем обов'язків ад'ютанта імператора Вільгельма II, того ж року отримав звання генерал-майора і виконувача обов'язків генерала по свиті. У той самий час Ведель також кілька разів прямував у різні європейські двори з особливих справ, а 1891 року був призначений в Міністерство закордонних справ. Однак він, за власним зізнанням, почував себе «п'ятим колесом у возі» і очікував швидкого призначення на посаду посла.
В 1892 році Карл фон Ведель був проведений в генерал-лейтенанти і призначений генерал-ад'ютантом. На вимогу Філіппа цу Ойленбурга і Фрідріха Августа фон Гольштайна він відправився в Стокгольм як німецький посланець, де він мав виступити посередником у конфлікті Союзу з Норвегією, що постійно загострювався. У 1893 році він організував першу подорож імператора Вільгельма II країнами Північної Європи на його новій імператорській яхті «Гогенцоллерн». З дипломатичних міркувань, на пропозицію Веделя, тур пройшов уздовж узбережжя Норвегії та Швеції, відвідавши, серед іншого, острів Готланд. 1894 року Ведель одружився з знатною шведською вдовою Стефані фон Платен (1852–1937), уродженкою графині Гамільтон зі шведської гілки роду Гамільтон аф Хагебі, і тимчасово вийшов у відставку. Його наступником став Іпполіт фон Брай-Штайнбург. Дружина Веделя вважалася однією з найзнатніших жінок європейського вищого суспільства і протягом усього свого життя перебувала в центрі уваги ЗМІ. З 1907 року, коли подружжя жило у Страсбурзі, вона стала свого роду «матір'ю Ельзасу».
У 1897 році граф фон Ведель був відновлений у правах, вироблений в генерали кавалерії і призначений губернатором Берліна. В 1899 він став послом у Римі, а в 1902 був переведений до Відня на ту ж посаду. Там він підвищив на посаді Ульріха фон Брокдорф-Ранцау, який працював у віденському посольстві з 1901 і чиїм багаторічним наставником він стал. З 1907 він був наступником принца Германа Гогенлое-Лангенбурзького на посаді цивільного губернатора Імперської території Ельзас-Лотарингія, підкоряючись безпосередньо імператору. Він залишив цю посаду у квітні 1914 року після Цабернської справи. Зведений в ранг князя в 1914 році, Ведель вирушив зі спеціальними дипломатичними місіями до Відня і Бухареста в 1914 і 1915 роках. З 1916 року він виступав за мирне взаєморозуміння та виступав проти посилення підводної війни. У липні 1916 року князь фон Ведель став президентом проурядового Німецького національного комітету за почесний мир, який виступав проти анексіонізму правих кіл. В результаті революції в Німеччині він і його дружина переїхали до Швеції, де він жив у замку Стора Сундбю в Ескільстуні, на південь від Стокгольма, і помер у наступному році.

## Нагороди[3][4]
- Медаль Лангензальци (Ганноверське королівство; 17 липня 1866)

### Прусське королівство
- Залізний хрест 2-го класу із застібкою «25»[5]
- Хрест «За вислугу років» (Пруссія)
- Орден Святого Йоанна (Бранденбург)
  - почесний лицар (17 лютого 1872)[6]
  - лиар справедливості (1883)[7]
- Орден Корони (Пруссія)
  - 3-го класу з мечами (1878)
  - 2-го класу з мечами на кільці (3 січня 1886)[7]
  - 1-го класу
- Королівський орден дому Гогенцоллернів
  - лицарський хрест (1 січня 1883)[7]
  - великий командорський хрест
- Орден Червоного орла
  - 3-го класу з бантом (22 березня 1884)[7]
  - 2-го класу з дубовим листям і зіркою[8]
    - орден (1890)
    - зірка (4 березня 1893)

  - великий хрест з короною (27 січня 1899)[9]
- Столітня медаль
- Почесний шеф 2-го гвардійського уланського полку (25 січня 1899)[10]
- Орден Чорного орла з ланцюгом і діамантами (18 січня 1903)
- Князівський орден дому Гогенцоллернів, почесний хрест 1-го класу

### Велике герцогство Гессенське
- Хрест «За військові заслуги» (Гессен) (30 січня 1871)[11]
- Орден Філіппа Великодушного
  - лицарський хрест 1-го класу (28 жовтня 1871)[11]
  - командорський хрест 1-го класу з мечами (7 грудня 1889)[12]
- Орден Людвіга (Гессен-Дармштадт), великий хрест (16 березня 1908)[13]

### Австро-Угорщина
- Орден Залізної Корони
  - 2-го класу (1881)[14]
  - 1-го класу (1891)[15]
- Королівський угорський орден Святого Стефана
  - лицарський хрест (1884)[16]
  - великий хрест з діамантами[15]
    - орден (1903)
    - діаманти (1907)
- Орден Франца Йосифа
  - командорський хрест із зіркою (1887)[16]
  - великий хрест (1889)[15]

### Саксонське королівство
- Орден Альберта (Саксонія)
  - командорський хрест 2-го класу (1882)[17]
  - великий хрест із зіркою в золоті (1898)[18]
- Орден Рутової корони

### Вюртемберзьке королівство[19]
- Орден Фрідріха (Вюртемберг), командорський хрест 1-го класу (1889)
- Орден Вюртемберзької корони, великий хрест (1898)

### Шведсько-норвезька унія
- Орден Меча, великий хрест з ланцюгом
  - орден (2 липня 1890)
  - ланцюг (20 вересня 1897)
- Орден Святого Олафа, великий хрест (12 вересня 1894)[20]

### Баварське королівство
- Орден Святого Губерта (1908)[21]
- Орден «За військові заслуги» (Баварія), командорський хрест

### Велике герцогство Баденське
- Орден Вірності (Баден) (1908)[22]
- Орден Бертольда I (1908)

### Мекленбург
- Хрест «За військові заслуги» (Мекленбург-Шверін) 2-го класу
- Орден Грифона, великий хрест
- Орден Вендської корони, великий хрест з короною в руді

### Князівство Румунія
- Орден Зірки Румунії, офіцерський хрест з мечами і великий хрест
- Медаль «За хоробрість» (Румунія)

### Російська імперія
- Орден Святого Володимира 4-го ступеня з мечами
- Орден Святого Станіслава 1-го ступеня
- Орден Святого Олександра Невського

### Інші країни або династії
- Орден Заслуг герцога Петра-Фрідріха-Людвіга (Велике герцогство Ольденбурзьке)
  - лицарський хрест 2-го класу з мечами (16 січня 1871)[23]
  - почесний великий командор
- Орден Альберта Ведмедя, командорський хрест 1-го класу (Ангальтське герцогство; 1889)[24]
- Орден Данеброг, великий хрест (Данія; 4 березня 1891)
- Орден Білого Сокола, великий хрест (Велике герцогство Саксен-Веймар-Айзенаське; 1893)[25]
- Орден Генріха Лева, великий хрест (Брауншвейзьке герцогство)
- Орден дому Саксен-Ернестіне, великий хрест
- Орден дому Ліппе, почесний хрест 1-го класу
- Почесний хрест (Шварцбург) 1-го класу
- Орден Святих Маврикія та Лазаря, великий хрест (Королівство Італія)
- Орден Леопольда I, великий офіцерський хрест (Бельгія)
- Орден Оранських-Нассау, великий хрест (Нідерланди)
- Орден Корони Сіаму, великий хрест
- Орден Золотого Лева Нассау (Люксембург; 9 листопада 1912)